# چامبرزبورگ (ایندیانا)
چامبرزبورگ (به انگلیسی: Chambersburg) یک منطقهٔ مسکونی در ایالات متحده آمریکا است که در شهرستان اورنج، ایندیانا واقع شده‌است. چامبرزبورگ ۲۰۰ متر بالاتر از سطح دریا واقع شده‌است.